# Hermagor
Het politieke district Bezirk Hermagor in de Oostenrijkse deelstaat Karinthië bestaat uit één zelfstandige stad en een aantal gemeenten.

## Steden
- Hermagor-Pressegger See

## Gemeenten

### Marktgemeinden
- Kirchbach
- Kötschach-Mauthen

### Gemeinden
- Dellach im Gailtal
- Gitschtal
- Lesachtal
- Sankt Stefan im Gailtal